# Sauen
Sauen is een dorp in de Duitse deelstaat Brandenburg in de gemeente Rietz-Neuendorf met 134 inwoners in 2006. 
In 1949 overleed de befaamde arts August Bier op zijn landgoed te Sauen. Voor zijn overlijden had Bier daar het bos van dit landgoed van monocultuur van dennen in meer gemengde aanplant laten omvormen.